# Decespugliatore
Il decespugliatore, è una macchina che, a seconda della sua potenza e configurazione, viene utilizzata per lo sfalcio di erba, sterpaglie, cespugli e giovani tronchi, nonché per la pulizia del sottobosco. Il modello a filo, in Italia è anche noto come taglierba a filo o tosaerba a filo.
Esistono anche modelli "spalleggiati" dove il motore è montato su un'apposita struttura dotata di spalline, che ne rendono possibile l'imbrago, con un'asta flessibile che ne permette l'utilizzo anche in zone scoscese o difficilmente raggiungibili quali canali, rigoni e muretti a secco.

## Storia
Il decespugliatore fu inventato nei primi anni '70 da George Ballas di Houston, Texas ,  che concepì l'idea osservando l'azione rotante delle spazzole di pulizia in un autolavaggio automatico. Il suo primo decespugliatore fu realizzato attaccando pezzi di lenza da pesca resistente a una lattina imbullonata a un tagliabordi.

## Struttura

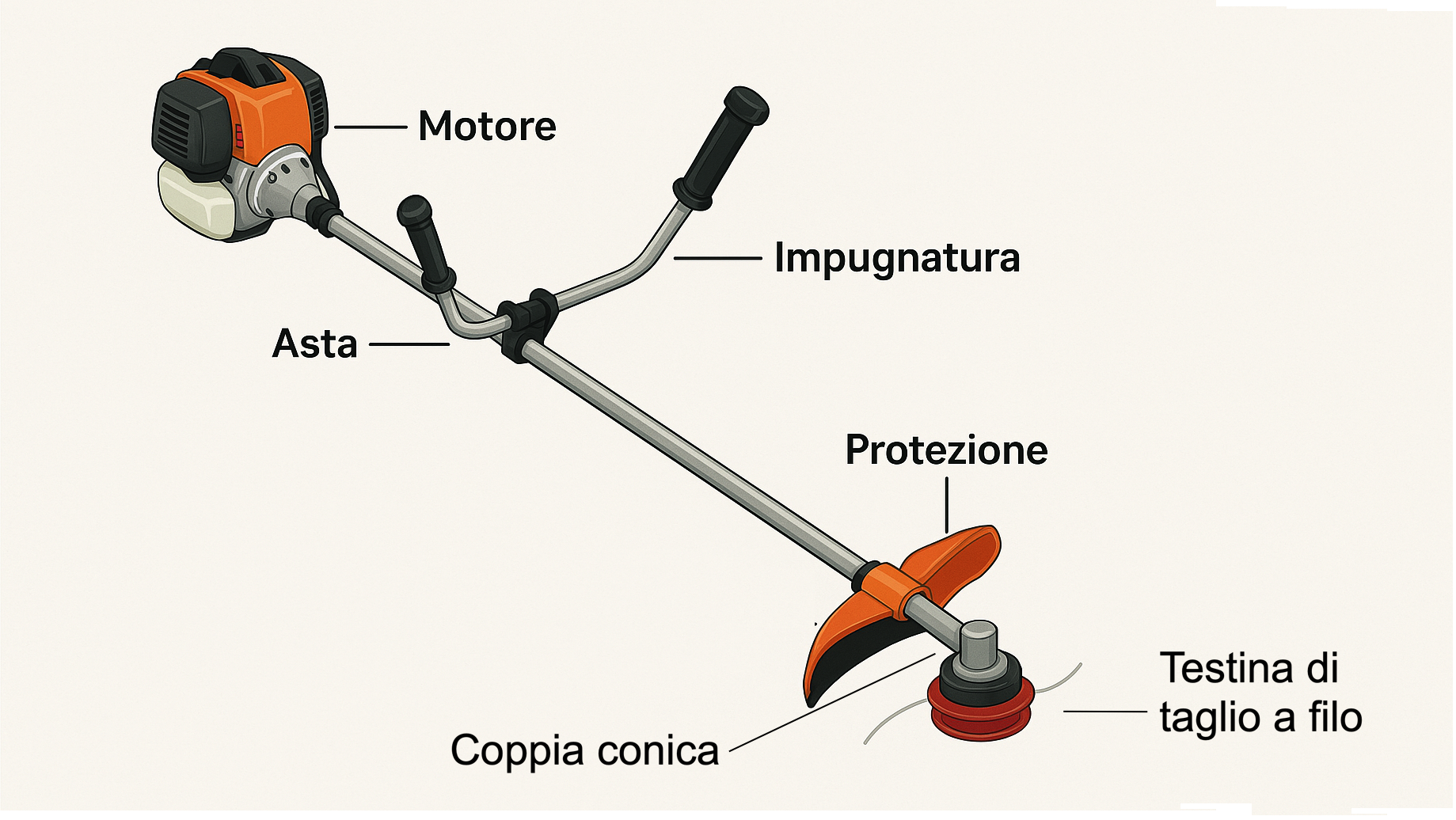
Parti di un decespugliatore a filo

Il decespugliatore si può suddividere nelle seguenti parti:
- Motore: può essere elettrico nel caso di bordatori (con una potenza massima intorno ai 1000W) o termico nel caso di decespugliatori ideati per uso più intenso e pesante; suddetti motori seguono per la maggior parte il ciclo a 2 tempi con cilindrate che vanno dai 21 ai 65 cm³ per le macchine più professionali e performanti utilizzate per il diradamento di giovani boschi. Honda e Makita (ex Fuji-Robin) producono modelli con motore a quattro tempi OHC, con cilindrate rispettivamente di 25,6 e 35,8 cm³ (Honda) e di 24,5 cm³ e 33,5 cm³ (Makita).Shindaiwa , Echo e Stihl  producono dei decespugliatori con motore 4-mix, ovvero a 4 tempi ma con alimentazione a miscela invece che a benzina, unendo pro e contro delle due tecnologie. Questo per far sì che il motore sia sempre lubrificato anche se usato su pendenze elevate dove c'è il rischio di grippaggio.
- Asta: si tratta di un'asta in lega leggera con un diametro che varia dai 24 mm dei decespugliatori hobbystici ai 32–34 mm dei decespugliatori più potenti e professionali (fa eccezione il decespugliatore forestale Husqvarna 265rx con la sua asta da ben 42 mm). Al suo interno, su bronzine autolubrificanti (di norma in numero da 4 a 5), vi è un'asta in acciaio speciale (con un diametro solitamente compreso tra i 6 e i 9 mm) che ha il compito di trasmettere il moto rotatorio alla coppia conica. I decespugliatori spalleggiati oltre all'asta rigida sono forniti di un'altra asta flessibile posta tra la frizione centrifuga del motore e l'asta vera e propria, questa parte è composta da un cavo di acciaio speciale che ruota all'interno di una guaina di gomma resistente.
- Coppia conica: è la parte finale dell'asta che trasmette il moto all'attrezzo di taglio. Il moto è trasmesso da una coppia di ingranaggi (millerighe), angolati tra loro di circa 35°, che fanno ruotare (sempre in senso antiorario) l'attrezzo di taglio.
- Impugnatura: permette il governo della macchina, vi sono posti i comandi di accensione/spegnimento, l'acceleratore e il pulsante per la semiaccelerazione (utile per gli avviamenti a freddo). Può essere di due tipi:
  - impugnatura di forma semicircolare posta sull'asta e più arretrato, sempre sull'asta, posto longitudinalmente ad essa un altro comando con integrato acceleratore e tasto start/stop
  - impugnatura a forma di "corna di bue", posta trasversalmente all'asta e asimmetrica ad essa, presenta i comandi principali sulla parte destra. Spesso alcuni modelli montano un sistema antivibrazioni nel punto di aggancio dell'impugnatura con l'asta così da rendere più confortevole il lavoro per l'operatore.

Devono essere progettate:
- in maniera tale che la distanza tra i centri delle impugnature sia almeno 500mm per le macchine destinate ad essere equipaggiate con lame a sega metallica e di almeno 250mm per le restanti;
- in modo tale da poter essere completamente afferrate da un operatore quando indossa differenti tipi di guanti assicurando una presa sicura.
- Comando dell'acceleratore: La macchina deve essere provvista di un comando dell'acceleratore a pressione costante che ritorna automaticamente nella posizione di minimo. Il comando dell'acceleratore deve essere posizionato in modo tale che possa essere premuto e rilasciato con una mano che calza un guanto, tenendo l'impugnatura sulla quale è montato il comando dell'acceleratore.
- Protezione: è posta sull'asta, vicino all'apparecchio di taglio, con lo scopo di salvaguardare l'operatore da sassi ed erba trita mossi dalla testina o dal disco in uso. Ne esistono in plastica per l'uso di testine portafilo e dischi ed altre in metallo, più aderenti all'apparecchio di taglio per l'uso di dischi ideati per il taglio di giovani tronchi.

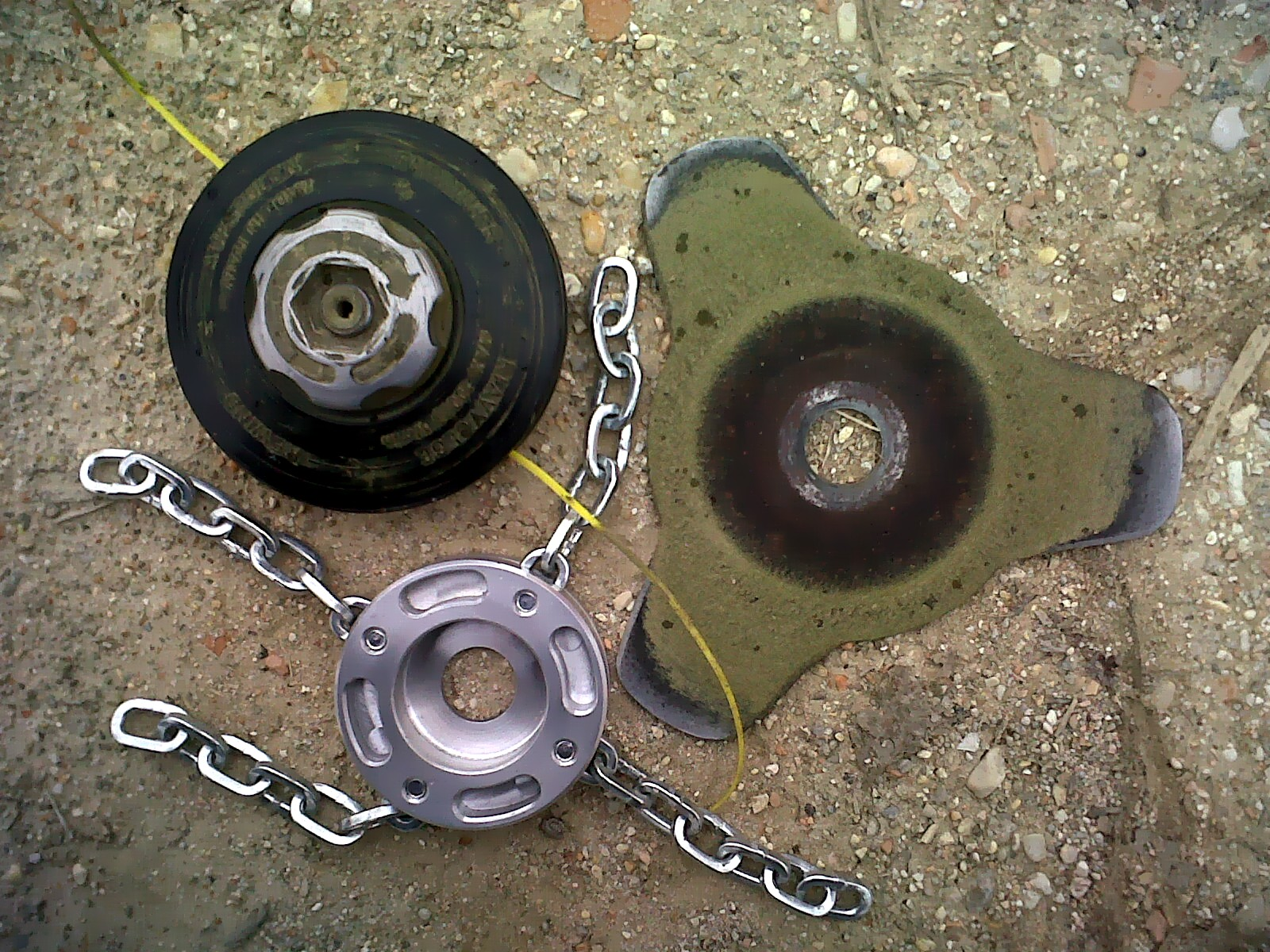
Tre differenti modelli di testine per decespugliatore (le catene sono proibite in Europa).

- Strumento di taglio. Si suddividono in 3 categorie:
  - A filo (con diametro compreso tra 1 e 4 mm e forme che variano dal tondo, quadro, stellare, seghettato/sega o ritorto/elicoidale) che viene avvolto nella testina e spuntando al di essa permette il taglio di erba e sterpaglie, alcune testine invece di avvolgere il filo utilizzano spezzoni corti di filo e costringono alla sostituzione del filo una volta consumato. È possibile anche utilizzare la testina batti e vai in cui viene arrotolato ii filo e mano a mano che utilizzi il filo basta accelerare e battere per terra e il filo uscirà.
  - A disco possono avere svariate forme e spessori a seconda dell'utilizzo (da 1,6 a 4mm di spessore e forma stellare o a 2, 3, 4, 8, 22,40, 60, 80, 90 denti), alcuni sono ideali per il taglio di sterpaglie resistenti, altri per rovi, altri ancora per cespugli e giovani tronchi.
  - A catena sono dei dischi metallici su cui sono ancorate delle catene ad anelli, generalmente con un profilo quadrato dello stesso, le catene hanno generalmente una lunghezza compresa tra i 15 e 20 cm (da 7 a 9 maglie), da un minimo di 2 fino a un massimo di 4 catene per testina.
- Dispositivo di avviamento: deve essere previsto un dispositivo di avviamento per consentire la messa in moto del motore senza ricorrere all'uso di elementi ausiliari separati ed indipendenti(es: cinghie o cavi).
- Dispositivo di arresto motore: La macchina deve essere munita di un dispositivo di arresto del motore che consenta di fermare completamente la macchina e il cui funzionamento non richiede un'azione manuale sostenuta.
- Frizione: Tutte le macchine che possono essere equipaggiate di una lama devono essere dotate di una frizione che garantisca che la potenza non sia trasmessa al dispositivo di taglio fino a quando la velocità di rotazione del motore è inferiore a 1.25 volte il regime al minimo raccomandato dal fabbricante.
- Serbatoio: Deve essere progettato in modo tale che non si verifichi alcuna perdita mentre la macchina è in funzione, in tutte le posizioni o durante il trasporto. Il tappo deve essere provvisto di un dispositivo di trattenuta.

## Uso
I decespugliatori non vengono utilizzati per tagli di grandi superfici, ma solamente per rifinire punti difficilmente accessibili ai normali tosaerba, come ad esempio contorni di pali, alberi, muretti, marciapiedi. Sono anche usati per porzioni di terreno dove erba o altra vegetazione sia troppo alta per il passaggio con un tosaerba.

## Avvertenze
- Tenere le persone a distanza non inferiore a 10-15m.
- Utilizzare la macchina secondo il manuale d'uso e manutenzione.
- Proteggere la leva dell'acceleratore in modo da evitare avviamenti accidentali o disporre di comando a doppio azionamento.
- Effettuare la sostituzione o revisione della frizione ogni qual volta non si svincoli perfettamente (rotazione a scatti del disco dopo il rilascio dell'acceleratore).
- Il disco, durante i lavori su terreni in pendenza deve essere utilizzato solo se posto trasversalmente alla pendenza stessa.
- Non utilizzare la macchina a modo di soffiatore (sfruttando il vortice d'aria prodotto dal filo) per i pericoli dovuti alla possibile proiezione di materiali.

## Rischi legati all'utilizzo

### Rumore
Il rumore generato da un decespugliatore è generalmente superiore a 90 dB(A). Molte ore di esposizione continuata a tale livello di pressione sonora costituiscono un rischio particolarmente grave.
Qualora la macchina produca un'esposizione a rumore superiore a 85 dB(A) sarebbe opportuno lavorare con cuffie o tappi auricolari D.Lgs.195 del 10 aprile 2006.

### Vibrazioni
Molte ore di esposizione continuata degli arti superiori alle vibrazioni del decespugliatore costituiscono un rischio per la loro salute (Direttiva Europea 2002/44/CE).

### Gas di scarico
Gli scarichi del motore del decespugliatore possono provocare conseguenze negative per la salute (apparato respiratorio, cuore e sangue).
L'uscita dei gas di scarico deve essere posizionata in modo da dirigere le emissioni gassose lontano dall'operatore nella normale posizione di lavoro.

### Altri rischi
Contatto con l'utensile da taglio; proiezione di oggetti (ad es. piccoli sassi); ustioni da contatto con le parti calde.
Irritazioni cutanee, agli occhi e alle vie respiratorie per contatto con essenze vegetali urticanti.
Un'imbracatura a cinghie su entrambe le spalle deve essere prevista per tutte le macchine il cui peso a vuoto è superiore a 7,5 kg e per tutti i decespugliatori con lama a sega. Tutte le imbracature a cinghie su entrambe le spalle devono essere equipaggiate di un meccanismo di sganciamento rapido e devono essere munite di un'imbottitura a livello delle anche. Le macchine con peso a vuoto inferiore a 7,5 kg ma superiore a 6 kg, devono essere equipaggiate almeno di un'imbracatura a cinghia su una spalla.

## Normative
Per l'uso dell'attrezzo è necessario indossare appositi dispositivi di protezione individuale, specialmente per la protezione degli occhi, e un abbigliamento adeguato, comprendente anche gli stivali, in quanto si è particolarmente esposti alla sporcizia e ad eventuali oggetti sollevati dal filo rotante, come sassi o altro.
Nella Comunità Europea i decespugliatori sono soggetti a restrizioni sulle emissioni di rumore attraverso la Direttiva 2000/14/CE del Parlamento europeo e del Consiglio dell'8 maggio 2000 sul ravvicinamento delle legislazioni degli Stati membri concernenti l'emissione acustica ambientale delle macchine ed attrezzature destinate a funzionare all'aperto.
Diversi comuni italiani hanno regolamentato l'utilizzo degli attrezzi da giardino rumorosi (tra cui il decespugliatore) consentendolo solamente in alcuni giorni della settimana e in determinati orari; in alcuni casi è stata anche specificata sia la durata totale massima dell'impiego giornaliero, sia la sua la ripartizione nell'arco della giornata (ad esempio, il Comune di Collesalvetti in provincia di Livorno).
I dispositivi di taglio metallici devono essere equipaggiati di una protezione per il trasporto UNI EN 11806
Direttiva macchine 89/392/CEE e D.P.R. del 24/07/1996 n. 459 Allegato 1.